# 거북이는 언제나 거기에 있어
《거북이는 언제나 거기에 있어》(영어: Turtles All the Way Down)는 존 그린의 2017년작 영 어덜트 소설이다. 강박 장애를 겪는 한 소녀의 내적 갈등을 다루고 있다. 대한민국에는 북폴리오에서 노진선 번역가의 번역으로 2016년 출간되었다.

## 등장인물
- 에이자 홈스(Aza Holmes)
- 데이지 라미레스(Daisy Ramirez)
- 데이비스 피킷(Davis Pickett)
- 러셀 피킷(Russell Pickett)

## 각색
2017년 12월 저자 존 그린은 본인의 유튜브 채널에서 본 작품의 영화화를 발표했다. 20세기 폭스가 배급하고 동 저자 원작 영화 《종이 도시》와 《잘못은 우리 별에 있어》의 제작사인 템플 힐 엔터테인먼트가 제작을 맡는 것으로 발표되었다. 2019년 1월에 배우 해나 마크스가 감독을 맡게 된다고 발표되었다.